# Марков, Николай Васильевич
Николай Васильевич Марков (19 декабря 1902, Высоковск — 8 октября 1980, Ленинград) — советский военачальник, в годы Великой Отечественной войны командовал рядом соединений ПВО и Бакинской армией ПВО, генерал-лейтенант артиллерии (18.11.1944).

## Биография
Николай Васильевич Марков родился 19 декабря 1902 года в посёлке Высоковск, ныне город Клинского района Московской области. Русский.
В Красной Армии с 1920 года. В 1924 году окончил 2-ю Московскую артиллерийскую школу, в 1931 году — КУКС зенитной артиллерии РККА в г. Севастополе. Проходил службу на должностях: командира артиллерийского взвода, командира батареи, начальника полковой школы, командира 1170-й дивизиона ПВО обеспечения учебного процесса Евпаторийской школы зенитной артиллерии. В 1938 году по ложному доносу был арестован органами НКВД, однако в ноябре 1939 года освобождён за невиновностью и назначен командиром 21-го отдельного зенитного артиллерийского дивизиона МВО, затем начальником штаба артиллерийского корпуса, инспектором Управления боевой подготовки по зенитной артиллерии Главного артиллерийского управления Красной Армии.
В начале Великой Отечественной войны подполковник Н. В. Марков — командир 11-й бригады ПВО, прикрывавшей г. Дрогобыч. В составе Юго-Западного фронта бригада вела тяжёлые бои с танками и живой силой противника. В июле 1941 года в ходе боевых действий Н. В. Марков был ранен. С октября 1941 года командующий Горьковским бригадным районом ПВО, с ноября — начальник штаба Горьковского дивизионного района ПВО. В начале 1942 года назначен командующим Бологоевским дивизионным районом ПВО, прикрывавшем коммуникации Северо-Западного и Калининского фронтов. С мая 1942 года командующий Ростовским дивизионным районом ПВО, обеспечивавшим прикрытие железнодорожных коммуникаций Южного фронта и принимавшим участие в отражении наступления противника в районе гг. Ростов, Батайск, Армавир, Невинномысск. С октября 1942 года генерал-майор артиллерии Н. В. Марков командующий Грозненским дивизионным районом ПВО. С апреля по июнь 1943 года командовал Ростовским корпусным районом ПВО, затем — Горьковским корпусным районом ПВО. Через год в июне 1944 года назначен командиром 3-го корпуса ПВО, прикрывавшем гг. Горький и Дзержинск. С февраля 1945 года до конца войны командовал Бакинской армией ПВО, прикрывавшей от ударов с воздуха центра нефтедобывающие предприятия в районе Баку, а также нефтеперевозки в восточной части Закавказья и юго-западной части Каспия.
С 1946 года Н. В. Марков командующий войсками Бакинского района ПВО, с 1951 года — Ленинградского района ПВО. 
С 1953 года в запасе.
Скончался 8 октября 1980 года. Похоронен на Большеохтинском кладбище Санкт-Петербурга.

## Награды
- орден Ленина (6.11.1945)[5]
- 3 ордена Красного Знамени (14.02.1943, 3.11.1944, 15.11.1950)
- орден Кутузова 2-й степени (17.11.1945)
- орден Отечественной войны 1-й степени (3.08.1944)
- орден «Знак Почёта» (16.08.1936)